# HarfBuzz
HarfBuzz（波斯语‎的宽式拉丁化转写，“Opentype”的意思）是用于文字塑形的软件开发库，亦即用于转换Unicode文本到字形指标及方位的过程。最近的HarfBuzz（New HarfBuzz）以处理多种字体技术为目标，而第一版（Old HarfBuzz）只处理OpenType字体。
New HarfBuzz只提供文字塑形功能而不提供文字布局及渲染，后者需要其他库的支持，Pango（含有HarfBuzz）可以用于高级的文本排布，FreeType或Anti-Grain Geometry可以用于文本渲染。

## 历史
HarfBuzz最初是由FreeType计划最初的一部分代码发展而来，随后在Qt和Pango当中分别开发，后来合并为MIT许可证授权的通用资源库，这就是Old HarfBuzz。Old HarfBuzz随着开发路线转向New HarfBuzz而不再开发。2013年贝赫达德·埃斯法赫博德为在HarfBuzz上的成果赢得O'Reilly开源大奖。

## 用户
多数应用程序并不直接使用HarfBuzz，而是使用接入这个库的用户界面工具箱。HarfBuzz被用在GNOME、KDE、Chrome OS、Android和Java的界面库中；还被Firefox、LibreOffice和Inkscape等程序直接使用。